# Skorpions Varese 2002
Questa voce raccoglie le informazioni riguardanti gli Skorpions Varese nelle competizioni ufficiali della stagione 2002.

## Roster
| Roster degli Skorpions Varese (2002) |
| --- |
| Quarterback - 12 A. Dell'Aquila Running Back - 34 Gianluca Orrigoni - -- Enzo Petrillo Wide Receiver - 80 Sem Molinari - 88 Andrea Crugnola Offensive Linemen Defensive Linemen - 91 Gianmaria Tarchiani Linebacker Defensive Back - 40 Matteo Pianezzola Special Team |

## Campionato Winter League FIAF 2002

### Regular season
| Varese 4 maggio 2002, ore week 1                       | Skorpions Varese | 6 – 0 0-0 6-0 0-0 0-0 | Warriors Torino | Campo Varese Giovanile, via Majano |
| \| \| \| \| \| Orrigoni Q2 (TD) run \| Marcatori \| \| |                  |                       |                 |                                    |
|                                                        |                  |                       |                 |                                    |
| Orrigoni Q2 (TD) run                                   | Marcatori        |                       |                 |                                    |

| Varese 18 maggio 2002, ore week 2                                                                                  | Skorpions Varese | 12 – 6 6-0 0-0 6-0 0-6 | Autocentauro Tigers Torino | Campo Varese Giovanile, via Majano |
| \| \| \| \| \| Orrigoni Q1 (TD) run Crugnola Q3 (TD) pass da Dell'Aquila \| Marcatori \| Ricci Q4 (TD) 76yd run \| |                  |                        |                            |                                    |
| |                  |                        |                            |                                    |
| Orrigoni Q1 (TD) run Crugnola Q3 (TD) pass da Dell'Aquila                                                          | Marcatori        | Ricci Q4 (TD) 76yd run |                            |                                    |

| Bologna 25 maggio 2002, ore week 3 | Virtus Bologna | 15 – 22 0-0 7-6 7-7 0-6                                                                    | Skorpions Varese | Campo Giorgio Bernardi |
| \| \| \| \| \| Crugnola Q2 (TD) pass da Molinari Petrillo Q3 (TD) run Molinari Q3 (tpc) rush Molinari Q4 (TD) 19yd run Petrillo Q4 (tpc) rush \| Marcatori \| Farnedi Q2 (TD) 19yd pass da Valdisserri Muzzi Q2 (pat) Valdisserri Q3 (TD) run ? Q3 (tpc) \| |                |                                                                                            |                  |                        |
| |                |                                                                                            |                  |                        |
| Crugnola Q2 (TD) pass da Molinari Petrillo Q3 (TD) run Molinari Q3 (tpc) rush Molinari Q4 (TD) 19yd run Petrillo Q4 (tpc) rush | Marcatori      | Farnedi Q2 (TD) 19yd pass da Valdisserri Muzzi Q2 (pat) Valdisserri Q3 (TD) run ? Q3 (tpc) |                  |                        |

| Varese 1º giugno 2002, ore week 4 | Skorpions Varese | 13 – 0 | Bengals Brescia | Campo Varese Giovanile, via Majano |

| Torino 9 giugno 2002, ore week 5 | Warriors Torino | 22 – 12 | Skorpions Varese | Campo Ardor |

| giugno 2002, ore week 6 | Bengals Brescia | 28 – 34 | Skorpions Varese |  |

| Savigliano 6 luglio 2002, ore week 7 | Autocentauro Tigers Torino | 24 – 2 0-0 12-0 0-0 2-12 | Skorpions Varese | Campo Morino |
| \| \| \| \| \| Ricci Q2 (TD) 10yd run Ricci Q2 (TD) 25yd run Ricci Q4 (TD) pass da Gerbino Durigon Q4 (TD) run \| Marcatori \| team Q4 (saf) \| |                            |                          |                  |              |
| |                            |                          |                  |              |
| Ricci Q2 (TD) 10yd run Ricci Q2 (TD) 25yd run Ricci Q4 (TD) pass da Gerbino Durigon Q4 (TD) run                                                 | Marcatori                  | team Q4 (saf)            |                  |              |

### Playoff
| Varese 14 luglio 2002, ore Quarti di Finale | Skorpions Varese | 34 – 18 | Bengals Brescia | Campo Varese Giovanile, via Majano |

| Firenze 20 luglio 2002, ore Semifinale | Guelfi Firenze | 22 – 6 | Skorpions Varese | Campo Giulio Bacci |

## Statistiche di squadra
| Competizione | %Vittorie | In casa | In casa | In casa | In casa | In casa | In casa | In trasferta | In trasferta | In trasferta | In trasferta | In trasferta | In trasferta | Totale | Totale | Totale | Totale | Totale | Totale |
| Competizione | %Vittorie | G       | V       | N       | P       | Pf      | Ps      | G            | V            | N            | P            | Pf           | Ps           | G      | V      | N      | P      | Pf     | Ps     |
| ------------ | --------- | ------- | ------- | ------- | ------- | ------- | ------- | ------------ | ------------ | ------------ | ------------ | ------------ | ------------ | ------ | ------ | ------ | ------ | ------ | ------ |
| Campionato   | .714      | 3       | 3       | 0       | 0       | 31      | 6       | 4            | 2            | 0            | 2            | 70           | 89           | 7      | 5      | 0      | 2      | 101    | 95     |
| Playoff      | .500      | 1       | 1       | 0       | 0       | 34      | 18      | 1            | 0            | 0            | 1            | 6            | 22           | 2      | 1      | 0      | 1      | 40     | 40     |
| Totale       | .700      | 4       | 4       | 0       | 0       | 65      | 24      | 5            | 2            | 0            | 3            | 76           | 111          | 9      | 6      | 0      | 3      | 141    | 135    |